# Yawan (huyện)
Yawan là một huyện thuộc tỉnh Badakhshan, Afghanistan. Dân số thời điểm năm 1999 là -26,9 người.